# 糙边螺序草
糙边螺序草（学名：Spiradiclis scabrida），为茜草科螺序草属下的一个植物种。